# Gmina Galewice
Galewice  (deutsch Galewice, 1943–1945 Gallwiese) ist ein Dorf und Sitz der gleichnamigen Gemeinde im Powiat Wieruszowski der Woiwodschaft Łódź, Polen.

## Gemeinde
Zur Landgemeinde Galewice gehören 22 Ortsteile mit einem Schulzenamt:
| Biadaszki (dt. Klagemoor) Brzózki Dąbie Foluszczyki Galewice (dt. Gallwiese) Galewice A Gąszcze Jeziorna | Kaski (dt. Helmholz) Kaźmirów Kolonia Osiek Kużaj (dt. Huhnfelde) Niwiska (dt. Grenzflur) Osiek (dt. Marschland) Osowa (dt. Ostau) | Ostrówek (dt. Kleinwerder) Pędziwiatry Przybyłów Rybka Lututowska Spóle Węglewice (dt. Karlseck) Żelazo |

Weitere Ortschaften der Gemeinde sind Brzeziny, Dąbrówka, Grądy, Konaty, Kostrzewy, Okoń, Plęsy, Rybka Sokolska und Załozie.